# Homoaromatizität

Homotropylium-Kation:
6 π-Elektronen sind über 7 Kohlenstoffatome des 8-Ring-Systems delokalisiert

Die Homoaromatizität beschreibt in der organischen Chemie eine Sonderform der Aromatizität, bei der cyclischen Verbindungen konjugierte Doppelbindungen mit [4n+2]-π-Elektronen aufweisen, jedoch die Konjugation an einer oder mehreren Stellen des Rings durch eine gesättigte Einheit unterbrochen wird. Der Begriff wurde 1959 durch Saul Winstein eingeführt. Ein Beispiel eines homoaromatischen Systems ist das sechs π-Elektronen enthaltende Homotropylium-Kation.
Ist das konjugierte System am mehreren Stellen unterbrochen, spricht man von Bishomoaromatizität, Trishomoaromatizität usw.

## Konzept der Homoaromatizität
Das von Winstein entwickelte Konzept der Homoaromatizität wurde zuerst bei einem 3-Bicyclo[3.1.0]hexyl-Kation beobachtet.
Es wurde festgestellt, dass die Solvolyse-Reaktion viel schneller ablief, wenn sich die Tosyl-Abgangsgruppe in äquatorialer und nicht in axialer Position am Ring befand, wodurch die anchimere Unterstützung der Cyclopropan-σ-Orbitale zum nichtklassischen Ion erleichtert wurde. Die positive Ladung in diesem Ion ist über drei Kohlenstoffatome delokalisiert, die zwei π-Elektronen aufweisen und damit die Hückel-Regel erfüllen. Insgesamt drei Methylengruppen sind aus dem konjugierten System ausgeschlossen, daher handelt es sich bei dem Ion um einen Trishomoaromaten.

## Bishomoantiaromatizität
Das verbrückte Bicyclo[3.2.1]octa-3,6-dien-2-ylkation ist bishomoantiaromatisch, da es vier π-Elektronen enthält, womit es antiaromatisch ist. Das Kation wird bei niedrigen Temperaturen in einem supersauren Lösungsmittel dargestellt, das aus Fluorsulfonsäure und Sulfurylchloridfluorid besteht. Das Kation kann mit einem Methanolat-Anion rekombinieren, wobei eine 50/50-Mischung der Isomere entsteht. Das antiaromatische Verhalten des Systems konnte mittels NMR-Analyse und den Reaktionsgeschwindigkeiten bei Solvolyse-Experimenten nachgewiesen werden.